# Флаше — Ален Жиль (станция метро)
«Флаше́ — Але́н Жиль» (фр. Flachet - Alain Gilles) — станция линии А Лионского метрополитена.

## Расположение
Станция находится в пригороде Лиона, коммуне Виллёрбан. Платформа станции расположена под проспектом Эмиль Золя (фр. cours Émile Zola) в районе его пересечения с улицей Флаше (фр. rue Flachet) и улицей 1 марта 1943 (фр. rue du 1er Mars 1943). Вход на станцию производится с  проспекта Эмиль Золя.

## Особенности
Станция открыта 2 мая 1978 года в составе первой очереди Лионского метрополитена от станции Перраш до станции Лоран Бонве — Астробаль.  Состоит из двух путей и двух боковых платформ.  Пассажиропоток в 2006 году составил 205 495 чел./мес.

## Происхождение названия
Станция названа по соседней улице Флаше, носящей имя Пьера Флаше (фр. Pierre Flachet; 1833—1893), бывшего заместителя мэра Виллёрбана. По некоторой информации, с 1 апреля 2015 года имя станции получило дополнение — Ален Жиль (фр. Alain Gilles) в честь умершего в 2014 году игрока баскетбольной команды Виллёрбана Алена Жиля (1945—2014), однако в конце сентября 2015 года на официальной схеме метро на сайте управляющей компании SYTRAL этого дополнения к названию не было.

## Наземный транспорт
Со станции существует пересадка на следующие виды транспорта:

  — автобус